# 2102 Тантал
2102 Тантал (дав.-гр. Τάνταλος) — навколоземний астероїд з групи Аполона, який належить до рідкісного спектрального класу Q й характеризується досить витягнутою орбітою, через що в процесі свого руху навколо Сонця він перетинає орбіту не лише Землі, а й Марса. Особливістю цього астероїда є дуже великий нахил орбіти до площини екліптики (понад 64 °).
Відкритий 27 грудня 1975 року американським астрономом Чарльзом Ковалем в Паломарській обсерваторії й названий на честь персонажа давньогрецької міфології Тантала, царя Сипила у Фригії.